# Redcap
Ein Red Cap oder Redcap (auch Powrie oder Dunter) ist in der britischen Folklore eine Art böswilliger blutrünstiger Goblin, Kobold, Elf oder auch Fee.
Redcaps bewohnen verfallene Schlösser entlang der Grenze zwischen England und Schottland, wo sie Reisende ermorden, die in ihren Behausungen herumstreunen, anschließend färben sie ihre Kopfbedeckung mit dem Blut ihrer Opfer (daher bekamen sie ihren Namen). Redcaps müssen regelmäßig Opfer finden, da sie sterben, sobald das Blut in ihren Mützen austrocknet. Sie sind sehr schnell, trotz ihres Eisenspießes, den sie bei sich haben, und der eisenbeschlagenen Schuhe, die sie tragen. Diesen kleinen Dämonen zu entkommen ist so gut wie unmöglich; der einzige Weg der Flucht ist, eine Passage aus der Bibel zu zitieren. Sie verlieren einen Zahn, wenn sie es hören, den sie dann zurücklassen.

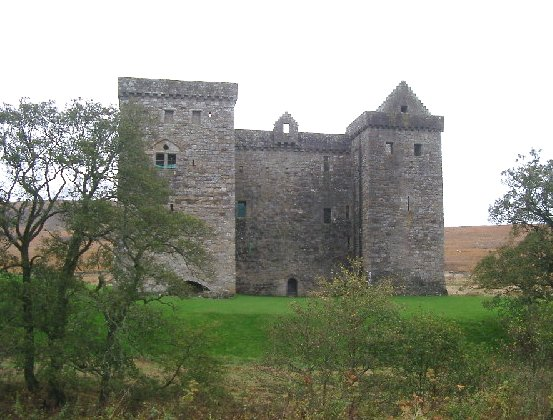
Hermitage Castle heute

## Robin Redcap & William de Soulis
Der Legende nach hatte Lord William Soulis einen Redcap als dienstbaren Geist: Robin Redcap, der berüchtigtste Redcap von allen. Er richtete viel Schaden an und zerstörte den Wohnsitz seines Herrn, Hermitage Castle. Männer wurden umgebracht, Frauen grausam misshandelt und dunkle Künste praktiziert.
Nun fand Soulis für all das Böse, das er schmiedete, ein fürchterliches Ende: Er wurde von seinen wütenden Untertanen zum Nine Stane Rigg gebracht, einem Steinkreis nahe dem Schloss, in Blei gewickelt und in einem großen Kessel zu Tode gekocht.
Der Tod Lord Soulis' in dem Kessel ist allerdings reine schottische Folklore. In Wirklichkeit war William Soulis in Dumbarton Castle eingesperrt, wo er auch starb, nachdem er seine Mittäterschaft bei der Verschwörung gegen Robert the Bruce im Jahr 1320 gestanden hatte.